# Philipp Nold
Philipp Nold (* 8. Juni 1919) ist ein ehemaliger deutscher Fußballspieler. Der Defensivspieler hat für den FSV Frankfurt in der damals erstklassigen Fußball-Oberliga Süd von 1946 bis 1958 insgesamt 337 Ligaspiele absolviert und dabei acht Tore erzielt. Der Verteidiger nimmt damit in der ewigen Oberligarangliste im Süden den 11. Rang ein und ist der Oberligarekordspieler des FSV vor Nationalstürmer Richard Herrmann mit 320 Ligaeinsätzen (100 Tore).

## Karriere

### Vereine
Der beim SC Opel Rüsselsheim in Mainhessen fußballerisch aufgewachsene Philipp Nold erfuhr in jungen Jahren auch schon die Wettkampfqualität in der Gauliga Südwest. Nach Ende des Zweiten Weltkriegs schloss sich der überwiegend als Verteidiger und Läufer zum Einsatz gebrachte Defensivspieler den Schwarz-Blauen vom FSV Frankfurt in der damals erstklassigen Oberliga Süd an. Leistungsträger der „Bernemer“ in dieser Zeit waren Spieler wie Altnationaltorhüter Willibald Kreß, die Verteidiger Otto Dehm und Wilhelm Lautz, Mittelläufer Heinrich Dietsch, Mittelfeldlenker Heinrich Schuchardt und ab 1947 der überragende Offensivspieler Richard Herrmann.
In den zwei Runden 1949/50 und 1950/51 wurde jeweils mit dem 5. Platz knapp der Einzug in die Endrunden um die deutsche Fußballmeisterschaft verpasst. Mit 24:6 Punkten legte das Team vom Bornheimer Hang 1949/50 in den Heimspielen den Grundstein des guten Abschneidens. Ohne Niederlage, mit neun Siegen und sechs Unentschieden, darunter auch ein 2:0-Heimerfolg gegen den Meister SpVgg Fürth, wurden die 15 Heimspiele absolviert. Ein Feldverweis vom nicht zu ersetzenden Richard Herrmann in der Rückrunde war mitentscheidend am Nichteinzug in die Endrunde. Gemeinsam mit Schweinfurt 05 wies das Team von Nold (28-0) lediglich 38 Gegentore auf und stellte damit neben Meister Fürth (39 Gegentore) und Vizemeister VfB Stuttgart (39 Gegentore) die beste Defensive im Süden. Im Folgejahr, 1950/51, absolvierte Nold alle 34 Ligaspiele und erzielte zwei Tore. Jetzt verdarben zwei Abschlussniederlagen am 28. April und 1. Mai 1951 gegen den VfR Mannheim und BC Augsburg erneut den Endrundeneinzug. Mit 43:25 Punkten belegte der FSV den fünften Rang, Fürth erreichte mit 45:23 Punkten den Einzug in die Endrunde. In dieser Saison waren die Blau-Schwarzen zwar mit 71 Toren weit torgefährlicher wie im Vorjahr (45 Tore), aber die Defensive ließ mit 52 Toren aber auch deutlich mehr Treffer zu.
Die letzte eindeutig positive Runde erlebte der Routinier 1954/55, als der FSV mit 33:27 Punkten den 6. Rang erreichte und Lokalrivale Eintracht Frankfurt mit 36:24 Punkten auf dem 4. Rang platziert, noch in Reichweite agierte. Sein letztes Oberligaspiel bestritt Nold am 30. März 1958, neun Wochen vor seinem 39. Geburtstag. Der Stadtteilklub aus Bornheim verlor das Auswärtsspiel beim BC Augsburg mit 0:2 Toren und Nold beendete nach Rundenschluss seine 20-jährige Ligalaufbahn.
Seinen Wohnort Rüsselsheim hatte er während seiner gesamten Aktivität beim FSV Frankfurt beibehalten.